# National Post
Il National Post (o semplicemente The Post) è un quotidiano canadese in lingua inglese. Il periodico è la pubblicazione principale dell'agenzia editoriale Postmedia Network Inc. e viene pubblicato dal martedì al sabato.
È stato fondato nel 1998 da Conrad Black. Una volta era distribuito a livello nazionale, in seguito ha iniziato a pubblicare un'edizione quotidiana nelle province di Ontario, Quebec, Alberta e British Columbia, con la sola edizione del fine settimana disponibile a Manitoba e Saskatchewan. A partire dal 2006, il Post non è più distribuita nelle province e nei territori atlantici del Canada. A partire dal 2017, il Post non è più quotidiano, pubblica un'edizione ridotta e offre agli abbonati un'edizione online.

## Storia

### Fondazione
Conrad Black fondò il National Post sulla base del Financial Post, un giornale finanziario di Toronto che acquistò da Sun Media nel 1997. Col nome Financial Post viene invece intitolato l'inserto finanziario della testata. Fuori da Toronto, il Post venne diffuso dall'agenzia di stampa e distribuzione della catena di quotidiani nazionali di Black, precedentemente chiamata Southam Newspapers, che includeva i giornali Ottawa Citizen, Montreal Gazette, Edmonton Journal, Calgary Herald e Vancouver Sun. The Post divenne il titolo di punta nazionale di Black, e Ken Whyte fu nominato redattore.
Al di là della sua visione politica, Black tentò di competere direttamente con l'impero mediatico di Kenneth Thomson in Canada grazie al The Globe and Mail, che Black e molti altri percepivano come la piattaforma dell'establishment liberale. La grafica e la progettazione del layout del Post ha vinto diversi premi. Il design originale del Post è stato creato da Lucie Lacava, un consulente di design con sede a Montreal. Il post reca ora il motto "Giornale del miglior design mondiale" in prima pagina. Il giornale non era in grado di mantenere lo slancio nel mercato senza continuare a operare con i disavanzi di bilancio annuali. Black in seguito vendette la testata alla CanWest Global nel 2000. Nel 2010, dopo il crollo di CanWest Global (proprietà della famiglia Asher), il giornale fu rilevato da Postmedia Network, attuale gruppo editoriale.

## Tendenze politiche
Quando il Post fu lanciato, la sua posizione editoriale era conservatrice. Sosteneva un movimento "unitario di destra" per creare una valida alternativa al governo liberale di Jean Chrétien e sosteneva l'Alleanza canadese. La pagina editoriale del Post includeva articoli dissidenti di liberali ideologici come Linda McQuaig, oltre a conservatori come Mark Steyn e Diane Francis e David Frum.
Politicamente, il Post ha mantenuto una posizione editoriale conservatrice, anche se la famiglia Asper è stata a lungo un forte sostenitore del Partito Liberale del Canada. Izzy Asper era una volta leader del Partito Liberale nella sua provincia di Manitoba. Gli Asper avevano polemicamente licenziato l'editore del Ottawa Citizen, Russell Mills, per aver chiesto le dimissioni del primo ministro liberale Jean Chrétien.
Tuttavia, il Post ha appoggiato il Partito conservatore del Canada alle elezioni perse nel 2004 quando Fraser è stato editore. Dopo le elezioni, il Post ha sorpreso molti dei suoi lettori conservatori spostando il proprio sostegno al vittorioso governo liberale del primo ministro Paul Martin, ed è stato molto critico nei confronti dei conservatori e del loro leader, Stephen Harper. Il giornale ha cambiato posizione di nuovo in vista delle elezioni del 2006 (in cui i conservatori hanno vinto un governo di minoranza). Durante la campagna elettorale, David Asper è apparso pubblicamente diverse volte per approvare i conservatori.

## Controversie

### Bufala sull'Iran
Il 19 maggio 2006, il giornale pubblicò due articoli in cui si sosteneva che il parlamento iraniano aveva approvato una legge che imponeva alle minoranze religiose di indossare distintivi identificativi speciali. Un articolo era in prima pagina intitolata "IRAN EYES BADGES FOR JEWS" accompagnata da una foto del 1935 di due ebrei recanti distintivi gialli ordinati dai nazisti. Più tardi nello stesso giorno, gli esperti hanno iniziato a farsi avanti per negare l'accuratezza della storia del Post. La storia si rivelò falsa, ma non prima che fosse stata ripresa da una varietà di altri media e generasse commenti dai leader mondiali. Commenti sull'accaduto, del primo ministro canadese Stephen Harper, hanno spinto l'Iran a convocare l'ambasciatore del Canada a Teheran, Gordon E. Venner, per una spiegazione.
Doug Kelly, l'allora direttore del National Post pubblicò un articolo scusandosi sull'accaduto, ammettendo l'origine non veritiera della notizia, e di non aver completamente controllato le fonti.

### Posizioni sull'Islam
Dal 1998 al 2014, l'ormai defunto Congresso islamico canadese (CIC) ha monitorato attivamente la copertura dei media sul sentimento anti-islamico o anti-Islam e ha pubblicato rapporti che evidenziano i suoi risultati. Si era opposto all'uso di frasi come "guerriglieri islamici", "insurrezione islamica" e "militanti musulmani", affermando che termini come "militante" o "terrorista" dovrebbero essere usati senza un'associazione religiosa "poiché nessuna religione insegna o approva il terrorismo, militanza o estremismo." Il Congresso aveva individuato nel National Post "il numero 1" degli influencer mediatico contro l'Islam.
Un certo numero di redattori del National Post hanno successivamente criticato il CIC per le accuse secondo cui il giornale è anti-Islam. Alexander Rose ha scritto che:
(Alexander Rose, National Post)
Robert Fulford ha scritto che il CIC:
(Robert Fulford, National Post)
Jonathan Kay ha scritto:
(J. Kay, National Post)

## Redazione
- Anne Marie Owens, Direttore
- Julie Traves, Vicedirettore
- Nicole MacAdam, Responsabile Financial Post
- Erin Valois, Redattore Edizione Digitale
- Fátima Sousa, Assistente Esecutivo (Capo Redattore)

## Giornalisti principali
- Dave Bidini
- Conrad Black
- Christie Blatchford
- Terence Corcoran
- Andrew Coyne
- Raymond J. de Souza
- Diane Francis
- David Frum
- Robert Fulford
- Lorne Gunter
- Larysa Harapyn - per il Financial Post
- Christopher Hitchens
- John Ivison
- George Jonas
- Barbara Kay
- Jonathan Kay
- Tasha Kheiriddin
- Charles Krauthammer
- Faisal Kutty
- Rex Murphy
- Steve Murray
- John O'Sullivan
- Rosemary Sexton
- Mireille Silcoff
- Lawrence Solomon
- Mark Steyn
- Robyn Urback
- George Will
- Brett Wilson